# Сюлейман Демирел
Сюлейман Демирел (рождено име Сами Сюлейман Гюндооду Демирел; на турски: Süleyman Demirel) е турски политик, инженер по образование. Родом е от село Ислямкьой, вилает Ъспарта.

## Биография
Демирел завършва Техническия университет в Истанбул през 1948 г.
През 1961 г. влиза в политиката и е избран в турския парламент от Партията на справедливостта. Три години по-късно застава начело на Партията на справедливостта. На 27 октомври 1965 г. Демирел става най-младият министър-председател на Република Турция. Налага политика на още по-тясно сближение на страната си с НАТО. Същевременно въвежда редици програми за развитие на турското селско стопанство.
През есента на 1979 г. отново е посочен за министър-председател на Турция. През септември 1980 г. е извършен военен преврат. Сюлейман Демирел е свален от поста и получава забрана да се занимава с политическа дейност.
През 1987 г. Демирел става председател на Партията на верния път и в качеството си на такъв през ноември 1991 г. става отново министър-председател на страната си. През 1993 г. е избран за президент на турската република и е такъв е до 2000 г. В периода от 1965 до 1993 г. е бил министър-председател на 7 правителства за общо 12 години.
Умира на 17 юни 2015 г. в клиника в Анкара. 